# Cemre Baysel
Cemre Baysel (Smirne, 5 febbraio 1999) è un'attrice turca.

## Biografia
Cemre Baysel è nata il 5 febbraio 1999 a Smirne (Turchia), da madre Fatoş e ha un fratello, Mithat (nato il 21 aprile 1993). La sua famiglia materna è originaria di Şanlıurfa, mentre la sua famiglia paterna è di origine immigrata nella penisola balcanica, nell'Impero ottomano.

## Carriera
Cemre Baysel, appassionata alla pittura fin dall'infanzia, ha studiato pittura presso la Buca Işılay Saygın Fine Arts. Dopo gli l'istruzione superiore ha deciso di iscriversi presso il dipartimento di pittura dell'Università dell'Egeo, dove alcuni anni dopo ha conseguito la laurea.
Dal 2014 al 2016 ha iniziato la sua carriera di recitazione dopo aver ottenuto il ruolo di Gonca Makasçı nella serie in onda su TRT 1 Yeşil Deniz. Nel 2017 ha ricoperto il ruolo di Masal nella serie in onda su Show TV Aşk Laftan Anlamaz. Nello stesso anno ha preso parte al cast della serie in onda su Kanal D İsimsizler, nel ruolo di Gülperi.
Nel 2017 e nel 2018 ha interpretato il ruolo di Firuze nella serie in onda su TRT 1 Payitaht Abdülhamid. Nel 2018 e nel 2019 ha ricoperto il ruolo di Melis Çelen nella serie in onda su TRT 1 Elimi Bırakma. Nel 2020 ha ottenuto il ruolo di Fatoş nella serie in onda su Show TV Ramo. Nel 2020 e nel 2021 ha interpretato il ruolo di Biricik Ergün nella serie in onda su Star TV Sol Yanım.
Nel 2021 è stata scelta per interpretare il ruolo di Ada Tözün nella serie in onda su Kanal D Baht Oyunu. L'anno successivo, nel 2022, ha ricoperto il ruolo di Efsun Armağan nella serie in onda su Fox Senden Daha Güzel. Nello stesso anno ha partecipato ad alcuni programmi televisivi come Şarkılar Bizi Söyler (in onda su Kanal D), İbrahim Selim ile Bu Gece (in onda su Fox) e O Ses Türkiye Yılbaşı Özel (in onda su TV8). Nello stesso anno è stata il volto delle campagne pubblicitarie La Rocha Posay Türkiye, Flo e Seçil Store.
Nel 2023 ha interpretato il ruolo di Sevda nella web serie di BluTV Bozkır ed è stata il volto dello spot pubblicitario New Well. Nelo stesso anno ha fatto il suo esordio al cinema con il ruolo di Yaz Akdeniz nel film Aşk Filmi diretto da Deniz Denizciler. Nel medesimo anno è stata scritturata per interpretare il ruolo di İncila nella serie in onda su Star TV Sakla Beni, insieme agli attori Uraz Kaygılaroğlu e Asude Kalebek.

## Filmografia

### Cinema
- Aşk Filmi, regia di Deniz Denizciler (2023)

### Televisione
- Yeşil Deniz – serie TV, 7 episodi (TRT 1, 2014-2016)
- Aşk Laftan Anlamaz – serie TV, 2 episodi (Show TV, 2017)
- İsimsizler – serie TV, 4 episodi (Kanal D, 2017)
- Payitaht Abdülhamid – serie TV, 18 episodi (TRT 1, 2017-2018)
- Elimi Bırakma – serie TV, 43 episodi (TRT 1, 2018-2019)
- Ramo – serie TV, 11 episodi (TRT 1, 2020)
- Sol Yanım – serie TV, 12 episodi (Star TV, 2020-2021)
- Baht Oyunu – serie TV, 17 episodi (Kanal D, 2021)
- Senden Daha Güzel – serie TV, 14 episodi (Fox, 2022)
- Sakla Beni – serie TV (Star TV, dal 2023)

### Web TV
- Bozkır – web serie, 8 episodi (BluTV, 2023)

## Programmi televisivi
- Şarkılar Bizi Söyler (Kanal D, 2022)
- İbrahim Selim ile Bu Gece (Fox, 2022)
- O Ses Türkiye Yılbaşı Özel (TV8, 2022)

## Spot pubblicitari
- La Rocha Posay Türkiye – La Roche Posay, Sen Hâlâ Denemedin mi? e Dermatologların En Çok Tercih Ettiği Markadan (2022)[35]
- Flo – FLO X Cemre Baysel, FLO Asist İle Yeni Alışveriş Deneyimi (2022)[36][37][38][39]
- Seçil Store – #TarzınlaSeçil (2022)[40][41]
- New Well – New Well Yeni Seri, Bu üçlü çok güçlü y Güçlü etki, Keskin yüz hatları ve Benim kırmızım (2023)[42][43][44]

## Riconoscimenti
- Ayakli Gazete TV Stars Awards
  - 2021: Candidata come Miglior coppia televisiva con Aytaç Sasmaz per la serie Baht Oyunu

- Pantene Golden Butterfly Awards
  - 2021: Candidata come Miglior attrice in una serie comica romantica per Baht Oyunu[45]
  - 2021: Candidata come Miglior coppia televisiva con Aytaç Sasmaz per la serie Baht Oyunu[46]
  - 2021: Vincitrice come Stella nascente per la serie Baht Oyunu[47][48][49]

- Premio Golden 61 dell'Università di Istanbul
  - 2021: Vincitrice come Miglior attrice in una serie comica romantica dell'anno per Baht Oyunu[50]

- Premio KizlarSoruyor Yılın En'leri
  - 2022: Vincitrice come Miglior coppia televisiva dell'anno con Aytaç Sasmaz per la serie Baht Oyunu[51]

- Turkey Youth Awards
  - 2019: Candidata come Miglior attrice televisiva non protagonista per la serie Elimi Bırakma